# Lonja de Castellón de Ampurias

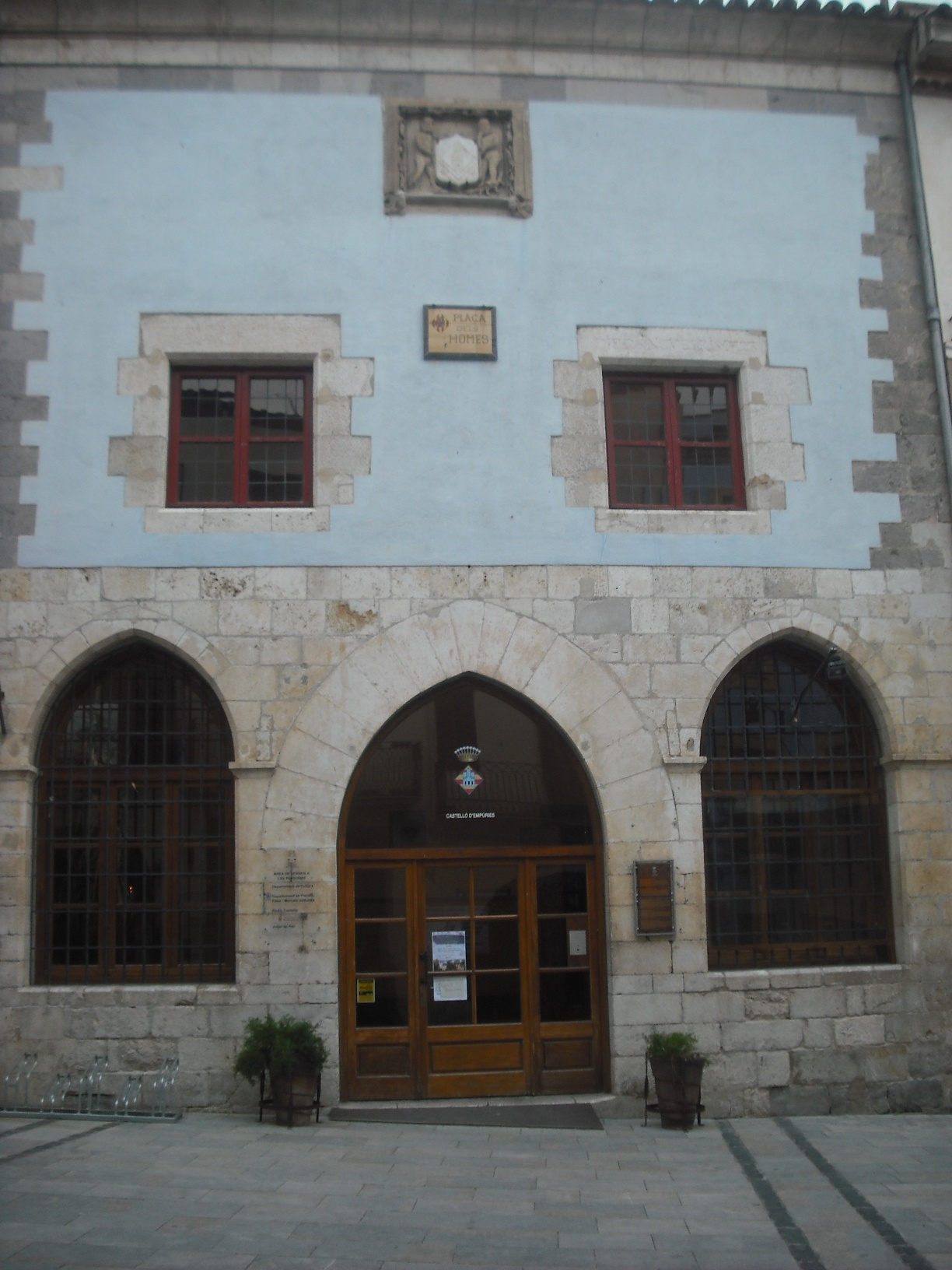
Lonja de Castellón de Ampurias.

La Lonja (en catalán Llotja) es un edificio situado en el municipio de Castellón de Ampurias (Gerona, España). Fue Casa del Concejo municipal de Castellón y Lonja del Mar, y posteriormente pasó a servir como sede del ayuntamiento. Conserva la estructura de finales del siglo XIV (sobre el año 1393 aproximadamente), aunque con algunas reformas del siglo XVIII. En su fachada destaca un gran escudo en relieve. Igualmente, en el interior existe una bóveda de crucería gótica con el emblema de la villa en la clave y las aperturas laterales con columnas y capiteles. En la actualidad sus dependencias se utilizan como centro social y cultural.